# 다니엘 루소
대니엘 루소(Danielle Rousseau)는 미국의 방송국 ABC의 텔레비전 드라마 로스트의 등장인물이다. 크로아티아계 배우 미라 퓰란이 오세아닉 815편이 추락하기 전 16년 동안 이 섬에 살았던 과학자로서 연기 한다. 퓰란이 로스트를 떠나겠다고 결정 한 후 게스트 스타로 다시 출연 할 예정이였지만 미국의 배우 멜리샤 파먼이 시즌 5에서 루소의 젋은 시절을 연기 했다. 루소는 시즌 1 19번째 에피소드에서 목소리만 소개되었었다.
이 등장인물은 시즌 1에서 생존자들 사이에서 "프랑스 여자"(The French Woman)로 불렸다. 추락 하기 16년 전 프랑스 과학자들의 배가 이 섬에 좌초하게 되며 오게 되었다. 그리고 두 달 후 루소는 자신의 딸인 알렉스(타니아 레이몬드)를 낳게 되지만 섬의 원주민 집단인 아더스에 의해 납치되었다. 루소의 딸을 찾겠다는 목표는 시즌 3 "거울 해치" 에피소드에서 이루게 되지만 이 재회는 얼마 가지 못해 시즌 4 중반에 찰스 위드모어에 의해 고용된 용병들에 의해 총살당한다.
로스트 시즌 5에서 루소의 젋은 시절의 모습이 등장했다. 비평가들은 대체적으로 이 등장인물을 긍정적으로 평가하지만 루소의 사망 신에 대해서는 실망감을 표했다.

## 인용
1. ↑  Fordis, Jeff (2007년 1월 22일). “ABC Studios Lost Show Description Lead Press Release Page”. ABC Medianet. 2007년 4월 2일에 확인함.